# Pollia condensata
Pollia condensata  (лат.) — однодольное травянистое растение из рода Поллия семейства Коммелиновые.
Растение встречается в тропических лесах Западной Африки и Анголы.
Многолетнее травянистое растение высотой 60 см. Листья длинные, узкие, гладкие. Цветы бледно-розовые или розовые.
Ягоды яркого синего цвета, 4 мм в диаметре. Они несъедобны, однако из-за своей красивой окраски, которая держится десятки лет после того, как их собрали, плоды используются в декорировании. Так, например, образец, собранный в Гане в 1974 году Королевскими ботаническими садами Кью, до сих пор имеет синюю переливчатую окраску. Pollia condensata привлекает птиц ягодами, переливающимися ярко-синим металлическим окрасом. Ягоды не имеют почти никакой питательной ценности, но птицы не могут устоять против их яркой расцветки.
Исследователи из университета Кембриджа в 2012 году исследовали характер этого окраса. Они выяснили, что плоды совсем не имеют пигмента. Удивительно, но вместо пигментной, у них структурная окраска, которую, как считалось ранее, имеют только животные. Исследователи сообщают, что P. condensata использует тот же способ раскраски, что и павлин и скарабей.
Структурная окраска образуется иначе, чем пигментная. В клеточных стенках P. condensata волокна целлюлозы заключены в особые слоистые структуры, которые по-разному взаимодействуют с различными световыми волнами, что приводит к так называемой дифракции Брэгга.
В основном они отражают синий цвет, но в этом смысле каждая клетка независима от других, так что изображение состоит из множества клеток-пикселей. Толщина оптически активного слоя у клеток отличается, поэтому варьируется и длина волны, которую они отражают: некоторые клетки - с более толстым слоем «оптической целлюлозы» - отражают красные или синие волны.